# Рума (Рамаяна)
Рума — в индийской мифологии — жена ванара Сугривы. Она упоминается в Книге IV (Кишкиндха Канда) Рамаяны. Рума и Сугрива полюбили друг друга и захотели пожениться. Но отец Румы это не одобрил. Следовательно, Сугрива с помощью Ханумана похитил Руму, после чего они сыграли свадьбу. Рума была уведена у Сугривы Вали после ссоры двух братьев-царей ванаров. Позже тот факт, что Вали удерживает Руму взаперти, стал основной причиной того, что Рама убил Вали и помог Сугриве стать владыкой Кишкиндхи. После убийства Вали Рама сообщает, что это убийство было справедливым наказанием за грех ванара, когда он увёл у Сугривы Руму, его преданной супруги, и сделал её своей наложницей.